# Камерун на летних Олимпийских играх 2004
Камерун принимал участие в Летних Олимпийских играх 2004 года в Афинах (Греция) в одиннадцатый раз за свою историю, и завоевал одну золотую медаль. Сборную страны представляли 7 женщин. Это вторая золотая олимпийская медаль Камеруна.

## Золото
- Лёгкая атлетика, женщины, тройной прыжок — Франсуаза Мбанго Этоне.